# Hymenorchis foliosa
Hymenorchis foliosa är en orkidéart som beskrevs av Rudolf Schlechter. Hymenorchis foliosa ingår i släktet Hymenorchis och familjen orkidéer. Inga underarter finns listade i Catalogue of Life.